# Jezierza (herb szlachecki)
Jezierza – polski herb szlachecki.

## Opis herbu

### Opis historyczny
Szymon Okolski blazonuje herb następująco:

Ma być w polu czerwonem krzyż Kawalerski, na krzyżu kruk w pysku pierścień trzymający, głową w prawą tarczy obrócony, na hełmie trzy pióra strusie.

Według Kaspra Niesieckiego, niektórzy heraldycy zamiast kruka przypisywali herbowi po prostu wizerunek ptaka.

### Opis współczesny
Opis skonstruowany współcześnie brzmi następująco:
Na tarczy w polu czerwonym na złotym krzyżu kawalerskim kruk z pierścieniem złotym w dziobie.
W klejnocie trzy pióra strusie.
Labry herbowe czerwone, podbite srebrem.

## Geneza
Według jednej z teorii wysuniętych w herbarzu Kaspra Niesieckiego herb ten miał do Polski sprowadzić Francuz o imieniu Willibaldus, pierwszy arcybiskup gnieźnieński, sprawujący swój urząd przez cztery lata od 966 roku (zakończył pełnić ten urząd w 970 roku z powodu śmierci). Druga teoria głosi, że w rzeczywistości Willibaldus pieczętował się innym herbem, o nazwie Krucini.

## Herbowni
Lista herbownych w artykule sporządzona została na podstawie wiarygodnych źródeł, zwłaszcza klasycznych i współczesnych herbarzy. Należy jednak zwrócić uwagę na częste zjawisko przypisywania rodom szlacheckim niewłaściwych herbów, szczególnie nasilone w czasie legitymacji szlachectwa przed zaborczymi heroldiami, co zostało następnie utrwalone w wydawanych kolejno herbarzach. Identyczność nazwiska nie musi oznaczać przynależności do danego rodu herbowego. Przynależność taką mogą bezspornie ustalić wyłącznie badania genealogiczne.
Pełna lista herbownych nie jest dziś możliwa do odtworzenia, także ze względu na zniszczenie i zaginięcie wielu akt i dokumentów w czasie II wojny światowej (m.in. w czasie powstania warszawskiego w 1944 spłonęło ponad 90% zasobu Archiwum Głównego w Warszawie, gdzie przechowywana była większość dokumentów staropolskich). Lista nazwisk znajdująca się w artykule pochodzi z Herbarza polskiego, Tadeusza Gajla (39 nazwisk). Występowanie na liście nazwiska nie musi oznaczać, że konkretna rodzina pieczętowała się herbem Janina. Często te same nazwiska są własnością wielu rodzin reprezentujących wszystkie stany dawnej Rzeczypospolitej, tj. chłopów, mieszczan, szlachtę. Jest to jednakże dotychczas najpełniejsza lista herbownych, uzupełniana ciągle przez autora przy kolejnych wydaniach Herbarza. Tadeusz Gajl wymienia następujące nazwiska uprawnionych do używania herbu Janina:
Bietkowski, Bogusławski,
Całka, Czarny,
Ćwikłowski,
Drozdowski, Drzymalski,
Galczewski, Gałczewski, Gronostaj, Gronostajski, Gutowski,
Jezierski, Jezierza, Jezierzański, Jezierzyński.
Kosielski,
Łojewski,
Niemierza, Niemierzycki, Niewmierzycki,
Rdułtowski,
Sczyciński, Szamanowski, Szczyciński, Szteyner, Szymakowski, Szymanowski,
Tołpych, Tołpyha, Tołpyżyński, Trasiński,
Witkowski,
Zawadzki, Zieleźnicki,
Żelazko, Żelazny, Żelazo, Żelazowski.

### Znani herbowni
- Maciej Michał Szymanowski
- Teofil Szymanowski